# Mirono (huyện)
Huyện Mirono là một huyện (distrito) thuộc tỉnh Ngäbe Buglé ở Panama. Theo điều tra dân số năm 2000, huyện này có dân số 10419 người. Huyện Mirono có diện tích 342 km². Huyện lỵ đóng tại Hato Pilón.